# 한국어 교육 능력 검정시험

한국어 교육중에 사용된 칠판

한국어 교재

한국어 교육 능력 검정시험은 국어기본법 제19조 및 동법 시행령 제14조에 의거하여 실시되는 국가 공인 자격 시험이다. 이 시험은 외국어로서의 한국어 교육의 질을 높이기 위하여 1년에 1회 이상 실시되고 있다. 이 시험에 합격한 자는 국어기본법 시행령 제13조에 따라, 국가 공인 자격증인 한국어 교원 3급을 발급받을 수 있다.
다만 한국어교육능력시험을 응시할 수 있는 대상자는 정식 기관에서 시행하는 한국어교원양성과정 이수자로 제한한다. 이는 이 시험이 대학/대학원 한국어교육 전공자가 아닌 사람들을 위해 만들어진 시험이기 때문이다. 때문에 양성과정을 거쳐 전공/실무지식을 함양한 다음 한국어 교육 능력 검정시험을 치러, 국가공인 자격증인 한국어 교원 3급 자격증을 취득할 수 있게 한다. 다만, 대학/대학원 한국어교육 전공자는 일정한 절차를 거쳐 한국어 교원 2급 자격증을 취득할 수 있다.
국어기본법시행령이 공포되기 이전인, 2002년~2004년까지 한국어세계화재단에서는 한국어 국외 보급의 효율성을 향상시키고자 4회에 걸쳐 한국어 교육 능력 인증시험을 시행했다. 그러나 2005년 7월 28일 국어기본법 시행령이 공포됨에 따라, 시험의 이름도 한국어 교육 능력 검정시험으로 바뀌었고 시험 내용도 보다 구체화, 세분화, 전문화되었다.
또한 1회부터 3회까지는 사단법인 한국어세계화재단에서 문화관광부 장관의 위탁을 받아 시행하였으며, 4회부터는 한국산업인력공단으로 이관하여 시행하고 있다.

## 시험유형
한국어 교육 능력 검정시험은 1차 필기시험과 2차 면접으로 구성되어 있다. 매년 1~2회 치러지며, 일정은 한국산업인력공단 한국어교육능력검정시험 홈페이지에서 확인할 수 있다.

### 필기시험
필기시험은 300점을 만점으로 하며, 1교시 120점(한국어학 90점+일반언어학 및 응용언어학 30점), 2교시 180점(외국어로서의 한국어교육론 150점+한국 문화 30점)으로, 시험시간은 약 250분이다. 필기 시험에서 각 영역 40% 이상, 전 영역 평균 60% 이상을 취득하면 2차 면접을 치를 수 있다. 문항은 대부분 4지선다형 객관식이지만, 2교시 문항 중에는 수업 교안을 짜야 하는 등의 주관식 문항이 하나 있으며 배점이 타 문제에 비해 아주 크다. 이를 위해 시험에 앞서 반드시 이수해야 하는 한국어교원양성과정에서는 외국인을 대상으로 하는 한국어 수업을 위한 수업 교안 짜기, 수업 참관 등의 프로그램을 구축하여 응시자들에게 한국어 교사의 기본적인 수업 능력을 함양시키고자 하는 노력을 기울이고 있다.
| 교시  | 영역                                    | 문항 수   | 배점       |
| ----- | --------------------------------------- | --------- | ---------- |
| 1교시 | - 한국어학 - 일반언어학 및 응용언어학   | 60개 20개 | 90점 30점  |
| 2교시 | - 외국어로서의 한국어 교육론 - 한국문화 | 94개 20개 | 150점 30점 |
| 계    |                                         | 194개     | 300점      |

### 면접
면접은 한국어 교사의 태도 및 적성, 교사로서의 인격, 인성과 교직관, 교사상 등을 물어보는 경우가 대부분이며 간혹 간단하게 대답할 수 있는 한국어 능력을 질문하기도 한다. 평균 면접시간은 3~5분 사이이며, 지금까지는 조별 면접이 아닌, 개인 면접의 형태로 치러져왔다. 면접을 통해 최종 합격/불합격 여부를 결정한다.

## 한국어교원 양성과정
| 영역                       | 과목 | 필수이수시간 |
| -------------------------- | --- | ------------ |
| 한국어학                   | - 국어학개론 / 한국어음운론 / 한국어문법론 / 한국어어휘론 / 한국어의미론 / 한국어화용론 / 한국어사 / 한국어어문규범 | 30시간       |
| 일반언어학 및 응용언어학   | - 응용언어학 / 언어학개론 / 대조언어학 / 사회언어학 / 심리언어학 / 외국어습득론 | 12시간       |
| 외국어로서의 한국어 교육론 | - 한국어교육개론 / 한국어교육과정론 / 한국어평가론 / 언어교수이론 / 한국어표현교육법(말하기, 쓰기) / 한국어이해교육법(듣기, 읽기) / 한국어발음교육론 / 한국어문법교육론 / 한국어어휘교육론 / 한국어교재론 / 한국문화교육론 / 한국어한자교육론 / 한국어교육정책론 / 한국어번역론 | 46시간       |
| 한국 문화                  | - 한국민속학 / 한국의 현대문화 / 한국의 전통문화 / 한국문학개론 / 전통문화현장실습 / 한국현대문화비평 / 현대한국사회 / 한국문학의 이해 | 12시간       |
| 한국어 교육 실습           | - 강의 참관 / 모의 수업 / 강의 실습 | 20시간       |
| 합계                       | | 120시간      |

수업시수 배분 및 교수내용은 학교마다 조금씩 차이가 있으니 이수할 학교의 양성과정 커리큘럼을 미리 확인해 보는 것도 앞으로의 공부에 도움이 될 수 있다.(사이버 과정도 있다) 수강료도 학교에 따라 차이가 있으나 대체로 백만원 안팎이다. 기관과 학교마다 조금씩 차이가 있지만, 부득이하게 양성과정 수료가 인정되지 않는 경우는 다음과 같다.

### 과정 수료가 인정되지 않는 경우
- 출석시수가 모자라 인증시간인 120시간을 채우지 못한 경우. (통상 출석 80% 미만일 경우)
- 교육실습 또는 참관수업에 참여하지 않을 경우.
- 기관에서 시행하는 중간 또는 기말 시험에서 소정의 점수를 취득하지 못하였을 경우.

## 한국어 교원 자격증 발부받기
한국어교원양성과정을 이수한 뒤 한국어 교육 능력 검정시험에 최종 합격하면 한국어 교원 3급 자격증을 발부받을 수 있다. 그러나 시험에 합격한다고 해서 바로 자격증을 받을 수 있는 것은 아니며, 별도로 국립국어원에 자격증 발부 신청을 해야 정식으로 자격증을 취득할 수 있다. 자격증 신청 과정은 아래와 같다.
- 한국어교원양성과정 이수증, 이수과목과 이수시간을 표시한 증명서, 한국어 교육 능력 검정시험 합격증 사본을 준비한다.
- 국립국어원 한국어교원자격심사 홈페이지에 들어가서 심사 신청기간에 자격증 취득 신청을 한다.
- 심사를 거쳐 자격조건이 합당하다면, 회원가입 시 기재한 집 주소로 자격증이 발송된다.

## 자격증 취득 후 향후 진로
다문화 / 글로벌사회를 맞은 만큼 한국어 교사에 대한 수요는 꾸준히 증가하고 있으며, 전망은 더욱 확대되고 있다. 그러나 전망만 보고 진로를 결정하기 이전에 한국어 전문가, 한국 문화 사절단으로서의 사명을 가져야 한다는 점을 명심해야 한다.
한국어교사의 진로는 크게 국내에서의 한국어 교사 / 외국에서의 한국어 교사로 나눌 수 있다.

### 국내에서의 한국어 교사
취업 또는 결혼을 목적으로 국내에 정착한 외국인들과 그 다문화가정의 자녀들을 위한 교육을 주로 한다. 각 시/군별 관공서에서 수시로 한국어교사를 채용하고 있는데, 한국어 교원 자격증을 취득한 자만을 대상으로 하거나 또는 우대하는 등의 혜택을 제공하고 있다. 또한 대학교에 재학 중인 외국인 교환학생들을 대상으로 한국어를 가르치는 경우도 있다. 그러나 대학교 언어교육기관에서 외국인 학생들을 가르치고자 할 경우, 통상적으로 석사를 우대하기 때문에 이를 위해 한국어교육 관련 대학원에 진학하는 사람들도 많은 것이 현실이다.

### 외국에서의 한국어 교사
외국에서 한국어를 가르치기 위해서는 영어 또는 제2외국어에 능통해야 한다. 때문에 양성기관에서도 국어국문 전공자보다 외국어 전공자들이 한국어교사양성과정을 이수하는 사례가 늘고 있다. 특히 중국, 일본 어문 전공자들이 양성과정을 이수하는 사례가 많다. 그리고 1992년부터 국립국어원에서 한국어 교사들을 외국으로 파견하여 한국어 전문가 교육을 진행하는 노력을 기울이고 있다. 이는 국내의 한국어 전문가를 외국에 파견하여 외국에 거주하고 있는 한국어 교사 또는 한국어 교육 관련 종사자들에게 한국어의 규범을 제대로 함양시키고자 하고 있다. 이는 외국에 혼재하고 있는 북한의 언어규범, 외국 현지 어문의 영향을 받은 한국인 거주지역 등에 제대로 된 한국어 규범을 공급하여 언어의 동질성을 회복하고자 하는 것에 그 궁극적인 목적이 있다. 또한 국립국어원에서는 2007년부터는 몽골 및 아시아 각국에 세종학당을 설립하여 한국어와 한국 문화를 보급하는 사업을 크게 벌이고 있다. 2011년까지 세종학당 100개교 건립, 2016년까지는 서남아시아 지역까지 확대하여 200개교 건립을 목적으로 하고 있다.

## 같이 보기
- 한국어교원자격증